# برویرس سور فیر
برویرس سور فیر (به فرانسوی: Bruyères-sur-Fère) یک کمون در فرانسه است که در ان (ا-دو-فرانس) واقع شده‌است. برویرس سور فیر ۹٫۰۵ کیلومتر مربع مساحت دارد ۱۳۶ متر بالاتر از سطح دریا واقع شده‌است.